# Saft (musikgrupp)
Saft är en svensk synthpopgrupp från Stockholm. Gruppen består idag endast av låtskrivaren och sångaren Carl Steinmarck. Jesper Hörberg och Kent Saarimaa var tidigare medlemmar i gruppen. David Steinmarck och Alexander Steinmarck är med på liveuppträdanden.
Saft hade under nittiotalet ett antal radiohittar, bland annat Superstjärna, som spelades mycket ofta under sommaren 1997 i Sveriges Radio P3. Under sin mest aktiva period spelade gruppen mycket live och besökte bland annat Hultsfredsfestivalen (1998) och Arvikafestivalen (1998 och 1999). Gruppen har vunnit flera utmärkelser, se nedan. 
Efter ett antal inaktiva år släppte Saft singeln Aldrig som förr i april 2015 och i samband med detta genomfördes även livespelningar i Stockholm, Göteborg och Malmö.
I maj 2016 släpptes Safts tredje studioalbum Norrbacka och 2022 släpptes Dansar Med Satan.

## Diskografi

### Album
- Paranoia Erotica (1998)
- Paranoia Erotica - version på engelska (1999)
- 3-2-1 (1999)
- Repris - samlingsalbum inklusive outgivna demolåtar (2002)

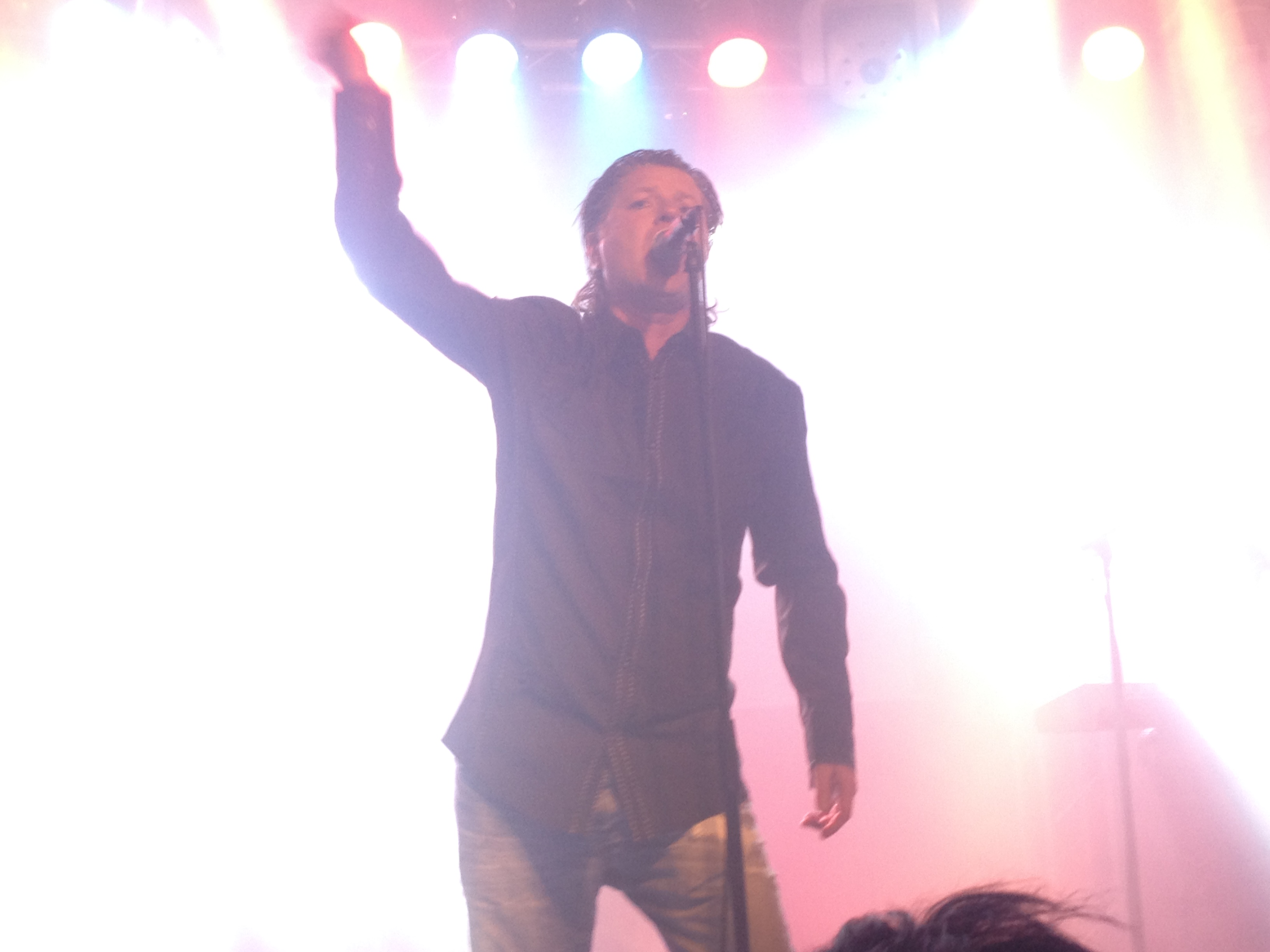
Carl Steinmarck i Saft, 9 maj 2015

- Norrbacka (2016)
- Allting har ett slut (2019)
- Dansar Med Satan (2022)Carl Steinmarck i Saft, 9 maj 2015

### Singlar
- Superstjärna (1997)
- Underbar (1997)
- Undantag (1998)
- Ditt namn i min mun (1998)
- Underground - eng.version av Undantag (1998)
- Sitter perfekt (1999)
- Går in som gud (1999)
- Resten av ditt liv (2000)
- Aldrig som förr/Allt som allt (2015)
- Om oss (2015)
- Inget mer att ge (2016)
- En bild av sanningen (2017)

### Musikvideor
- Superstjärna (1997)
- Undantag (1998)
- Går in som gud (1999)
- Inget mer att ge (2016)
- En bild av sanningen (2017)

## Priser
- Bästa låt vid Swedish Electronic Music Awards 1998: Underbar.
- Bästa låt vid Swedish Electronic Music Awards 1999: Ditt namn i min mun
- Bästa artist vid Swedish Alternative Music Awards 2000